# Fényév
A fényév a távolság csillagászatban használatos mértékegysége: egy fényév az a távolság, amelyet a fény légüres térben egy év alatt megtesz. Az idő mértékegységeinek analógiájaként beszélhetünk a fényév töredékeiről: fényóráról (amennyi utat a fény egy óra alatt megtesz), fénypercről (a fény egy perc alatt megtett útja) és fénymásodpercről (a fény egy másodperc alatt megtett útja).

## Átváltás
A számítás 1 standard julián évet vesz alapul.
Egy fényév:
- 9,460730472600·1012 km ≈ 9,4607 billió kilométer, kerekítve 9,5 petaméter (Pm)
- 63 241 CsE (csillagászati egység), vagy
- 0,3066 pc (parszek).

## Időhatása
A fényév távolságegység. Egy fényév távolságból elinduló fénysugarat értelemszerűen csak egy évvel később lehet észlelni, ebben az esetben a távolság okozta késlekedés miatt az adott fénykibocsátó objektumnak az egy évvel korábbi fényét fogjuk látni. Ebből következik, hogy a csillagok és más égitestek elektromágneses hullámokkal közvetített állapotait időben késleltetve észleljük, attól függően, hogy milyen távolságra vannak.

## Néhány jellegzetes távolság
| Égitest                                                  | Távolság             |
| -------------------------------------------------------- | -------------------- |
| Föld–Hold                                                | 1,28 fénymásodperc   |
| Nap–Föld                                                 | 8,3 fényperc         |
| Nap–Pluto                                                | 5,5 fényóra          |
| A Naprendszerhez legközelebbi csillag (Proxima Centauri) | 4,24 fényév          |
| Legközelebbi galaxis, a Canis Major-törpegalaxis         | 25 000 fényév        |
| Galaxisunk, a Tejútrendszer közepe a Földtől             | 30 000 fényév        |
| A Tejútrendszer átmérője                                 | 100 000 fényév       |
| A legközelebbi „nagy” galaxis, az Androméda-galaxis      | 2,5 millió fényév    |
| A belátható Világegyetem sugara1                         | 13,7 milliárd fényév |

1 Ennél távolabbról nem érkezett hozzánk fény az ősrobbanás óta.